# Floresta (Pernambuco)
Floresta es un municipio brasileño del estado de Pernambuco, distante a 433 km de la Capital Pernambucana, Recife. Tiene una población estimada al 2020 de 33 184 habitantes.

## Historia
La región era originalmente ocupada por una aldea indígena, evangelizada por las primeras misiones de los jesuitas y capuchinos franceses. Floresta tuvo sus primeros asentamientos en el siglo XVIII en las haciendas Curralinho y Paus Pretos, pero fue en la hacienda Grande, a la derecha del Río Pajeú, que tuvo inicio la población de Floresta. En la segunda mitad del siglo XVIII, la hacienda servía de corral temporal para el ganado que venía de Bahía, en busca de azúcar de los ingenios pernambucanos.
En torno al oratorio erguido en 1777, que vendría a ser después la Capilla do Senhor Bom Jesus dos Aflitos, surgió el poblado de Fazenda Grande. El propietario de la Fazenda Grande, y su esposa donaron sus tierras a Bom Jesus dos Aflitos en 1778. La proximidad con los Ríos Pajeú, San Francisco y el riacho do Navío, junto al espíritu de cristiandad de la ecpoca, atrajeron más habitantes a la localidad En pocos años, el poblado de Fazenda Grande fue elevado a la categoría de Villa el 31 de marzo de 1846, por medio de la Ley Provincial n° 153.
En 1849, como sanción por su participación activa en la Revolución Praieira, Villa da Floresta fue incorporada al poblado de Tacaratu, pero en 1864, el Término de la Comarca fue restaurado.
Aún como villa, y con la llegada de la República, el 20 de junio de 1907 a través de Ley provincial n°867, fue elevada a la categoría de ciudad.
En 1897 fue construida la Iglesia Matriz, donde hoy es la Catedral do Bom Jesus, y para allá fue transferida la imagen del patrono, que estaba en la antigua iglesia, monumento de Historia y de Fe, en honor a Nuestra Señora del Rosario. Floresta fue la sede de la Primera Diócesis del Nordeste, creada en 1910 y se componía de 18 parroquias.

## Turismo

### Casco histórico arquitectónico
Formado por edificaciones coloniales del siglo XIX e inicios del siglo XX, de gran valor histórico por la autenticidad de su arquitectura. En su totalidad, son construcciones originales en pavimento planta baja, cubiertas con tierna cerámica y en buen estado de conservación. Algunas casonas pasaron por reformas que alteraron pisos e instalaciones eléctricas e hidráulicas, pero que no modificaron sus fachadas.

### Iglesia de Nossa Senhora do Rosário
Originalmente llamada capilla do Senhor Bom Jesus dos Aflitos, fue construida en 1777 y el poblado se originó en torno a esta edificación. Iglesia de estilo barroco, con 300 m². Tiene un altar de madera tallada y muchos detalles, detrás la imagen de Nuestra Señora del Rosario, de Nuestra señora de los Dolores y de San Benedito, todas esculpidas en madera.